# Főnix díj
A Főnix díjat a Magyar Színház hozta létre 2003 májusában, a társulatában születő művészi teljesítmények elismerésére, művészi identitásának kifejezésére, értékközlésére, tudatosítására. A díjat minden évadzáró társulati ülésen (május vége) adja át a színház igazgatója, vagy a Művészeti Tanács képviselője hat kategóriában: női főszereplő, férfi főszereplő, női mellékszereplő, férfi mellékszereplő, rendező és tervező.
A díj egy Dombi Lívia iparművész által készített kb. 20 cm-es üveg főnixmadár, aminek talapzatán a „Magyar Színház – Főnix díj” felirat, a megfelelő évadszám, a díj kategóriája és a díjazott művész neve olvasható. A díj 100 000 Ft pénzjutalommal jár.

## Női főszereplő
- 2003 – Moór Marianna
- 2004 – Csernus Mariann
- 2005 – Auksz Éva és Béres Ilona
- 2006 – Csomor Csilla
- 2007 – Tóth Éva
- 2008 – Soltész Bözse
- 2009 – Béres Ilona
- 2010 – Balsai Móni (Liliom)
- 2011 – Györgyi Anna (Osztrigás Mici)
- 2012 – Kubik Anna[1]
- 2013 – Holecskó Orsolya[2]
- 2014 – Ruttkay Laura[3]
- 2015 – Holecskó Orsolya[4]
- 2016 – Gáspár Kata (Hajnalban, délben, este – Anna)[5]
- 2017 – Benkő Nóra (A karmester szeretője – Katharina)[6]
- 2018 – Hámori Ildikó[7]
- 2019 – Soltész Bözse[8]
- 2020 – Tóth Éva[9]
- 2022 – Péteri Lilla[10]
- 2023 – Bede-Fazekas Anna[11]
- 2024 – Kusnyér Anna

## Férfi főszereplő
- 2003 – Őze Áron
- 2004 – Rancsó Dezső
- 2005 – Sipos Imre
- 2006 – Cserna Antal és Csurka László
- 2007 – Tóth Sándor
- 2008 – Fillár István
- 2009 – Gémes Antos
- 2010 – Pavletits Béla (Arzén és levendula)
- 2011 – Szélyes Imre (Macskafogó)
- 2012 – Rancsó Dezső[1]
- 2013 – Horváth Illés[2]
- 2014 – Szatmári Attila[3]
- 2015 – Horváth Illés[4]
- 2016 – Pavletits Béla (Sugar Van aki forrón szereti – Jerry (Daphne))[5]
- 2017 – Pavletits Béla (Valahol Európában – Hosszú)[6]
- 2018 – Ágoston Péter[7]
- 2019 – Telekes Péter[8]
- 2020 – Rancsó Dezső[9]
- 2022 – Keresztény Tamás[10]
- 2023 – Barsi Márton[11]
- 2024 – Kosznovszky Márton

## Női mellékszereplő
- 2003 – Varga Mária
- 2004 – Soltész Bözse
- 2005 – nem osztottak díjat
- 2006 – Nagyváradi Erzsébet
- 2007 – Kubik Anna
- 2008 – Dániel Vali
- 2009 – Ruttkay Laura
- 2010 – Hámori Ildikó (Liliom, Hollunderné)
- 2011 – Császár Angela (Háromszögek, A feleség anyja, és a szerető anyja)

## Férfi mellékszereplő
- 2003 – Szakácsi Sándor
- 2004 – Ifj. Jászai László
- 2005 – Izsóf Vilmos és Jegercsik Csaba
- 2006 – Kállai Ferenc
- 2007 – Mihály Pál
- 2008 – Szélyes Imre
- 2009 – Sipos Imre
- 2010 – Rancsó Dezső (Kolpetr úr, Pizzás)
- 2011 – Horváth Illés (Osztrigás Mici, De Valmonté herceg)

## Rendező
- 2003 – Csiszár Imre
- 2004 – Iglódi István
- 2005 – nem osztottak díjat
- 2006 – Guelmino Sándor
- 2007 – Pinczés István
- 2008 – Guelmino Sándor
- 2009 – Pinczés István
- 2011 – Novák Eszter (Osztrigás Mici)

## Tervező
- 2003 – Szlávik István
- 2004 – Tordai Hajnal
- 2005 – Schaffer Judit
- 2006 – Csanádi Judit
- 2007 – Kárpáti Enikő
- 2008 – Szlávik István
- 2009 – Kárpáti Enikő
- 2010 – Csanádi Judit (Liliom)

## Különdíj
- 2010 – Kubik Anna (Liliom, Muskátné)
- 2011 – Erdei János („A legjobb háttér-erő”)
- 2012 - Kovács Yvette Alida (vezetőségi elismerés)[1]
- 2013 - Szabó Julianna, a férfi varroda vezetője[2]
- 2014 - Magony Enikő korrepetitor[3]
- 2015 – Roskó János öltöztető[4]
- 2016 – Mátyás István gondnokságvezető[5]
- 2017 – Balázs András műszaki vezető[6]
- 2018 – Czímer László üzemeltetési vezető[7]
- 2019 – Filepné Madarász Viktória kelléktár vezető[8]
- 2022 – Laczó Zsófia szervezési osztályvezető-helyettes[10]
- 2023 – Nagy Petra, Keresztény Tamás[11]

## Közönségdíj
- 2014 – Horváth Illés[3]
- 2023[11]

– évad legjobb gyermekszínésze Tóth Csanád
– évad legjobb színésze Pásztor Ádám,
– évad legjobb színésznője Horváth Sisa Anna
– évad legígéretesebb ensemble tagja Molnár Janka
– évad legjobb kulisszák mögötti munkatárs Szabó Rea öltöztető-tár vezető
– évad legjobb előadása a Valahol Európában
- 2022

– évad legjobb gyermekszínésze Farkas Olivér,
– évad legjobb színésze Pásztor Ádám,
– évad legjobb színésznője Péteri Lilla és Bede-Fazekas Anna,
– évad legjobb előadása a Valahol Európában